# 若林映子
若林 映子（、1939年〈昭和14年〉12月13日 - ）は、日本の元女優。東宝映画を中心に活躍した。
名前の映子は 「えいこ」と誤読されることがあるが本名は「あきこ」で、夕映えの増すころに生まれたことにちなんで名づけられた。

## 来歴・人物

### デビュー
東京市大森区北千束出身。父親はエンジニアだった。10代のころは、シモーヌ・ド・ボーヴォワールを愛好する読書家で、画家を志望したこともあった。
東京都立青山高等学校の3年生だった1957年（昭和32年）8月、ほんの軽い気持ちで東宝の『海鳴り』（制作中止）と『隠し砦の三悪人』の雪姫役に友人と一緒に応募する。結果は落選だったが、その後東宝から誘いを受け、高校卒業後に東宝へ入る。同期は野口ふみえ、樋口年子。演技研究所を経て最初にカメラの前に立ったのは、1958年（昭和33年）の山口淑子引退記念映画『東京の休日』でのファッションモデル役だったが、公開順としては本多猪四郎監督『花嫁三重奏』がデビュー作となる。その後しばらく端役として映画出演が続く。

### 海外での人気

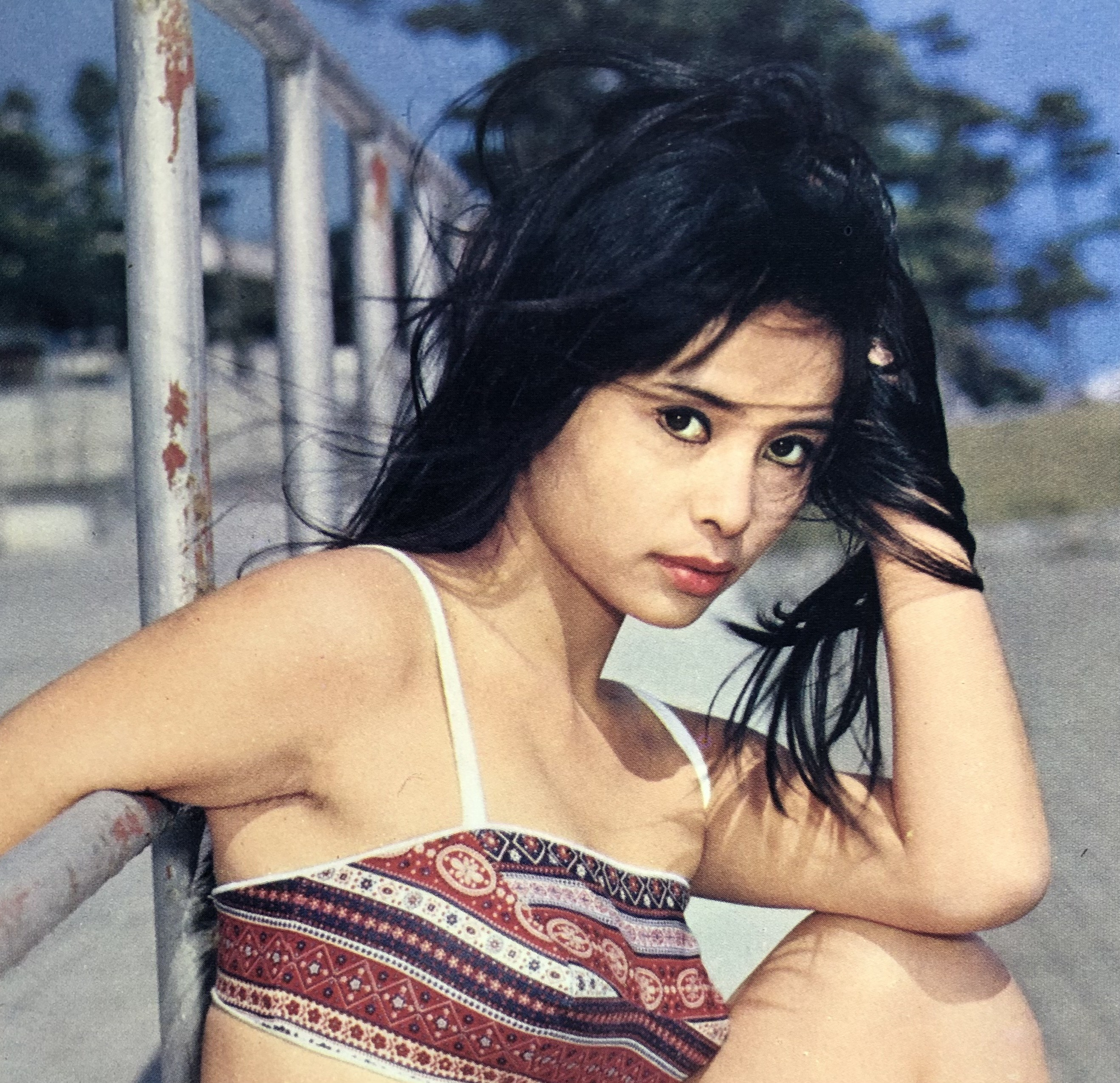
1965年

東アジア的な細い目、小さな口といったイメージとは一線を画した、クッキリした容姿だが、むしろ欧米人には西アジア的なものも包括したエキゾチックな雰囲気として受け取られ、日本国内よりも海外の方で人気を得る。ヨーロッパの映画を買い付けていた東和映画（現在の東宝東和）の川喜多かしこ経由で、ヨーロッパ映画への出演が続いた。1960年にロモロ・マルチェリーニ監督のイタリア映画『レ・オリエンターリ』（サダコ役）を皮切りに、1961年にはマルチェリーニ監督の推薦で日伊合作映画『Akiko』に題名と同じアキコ役で出演。同年、西ドイツ映画『遙かなる熱風』（Bis zum Ende aller Tage）で日中混血のダンサー、アンナ・スー役を演じる。
その後は、東宝でアクション、サラリーマン物、『キングコング対ゴジラ』などの特撮映画と幅広いジャンルで活躍する。『三大怪獣 地球最大の決戦』は『ローマの休日』の要素を組み込んだ異色怪獣映画だが、欧州小国のサルノ王女役を演じた。金星人として活動している際の衣裳は、監督の本多猪四郎が若林の私服姿を見て採用したものであった。若林は、国際派のイメージがついて以降は、普通の娘役よりも少し変わった役が多くなったと述懐している。
本多によれば、海外との合作の際には出演希望女優に若林の名が挙がっていたという。ウディ・アレンも若林のファンであり、『007』の撮影現場に見学に行き、若林と会話をしたり、またアレンの監督デビュー作『What's Up, Tiger Lily?』は若林も出演した「国際秘密警察シリーズ」を英語脚色・再編集・追加撮影した作品である。
最後に出演した海外作品は、1971年にシャーリー・マクレーン主演のテレビシリーズ『Shirley's World』のエピソード「The Lovers」。若林は後年シャーリー・マクレーンとの思い出を、気取りもなく素敵な方だと振り返っている。

### ボンドガール
1967年には、007シリーズ5作目の『007は二度死ぬ』に浜美枝と共にボンドガールに抜擢される。これが若林にとって最初で最後のハリウッド作品となった。
当初の予定では、浜が公安エージェントの「スキ（Suki）」役であり、若林が海女の「キッシー鈴木（Kissy Suzuki）」役で、ビキニの衣装を着た2人のカメラテストが東京で行われていたが、英国滞在の3か月後に脚本の読み合わせで、浜の英語力では公安エージェント役は無理と判断され、役柄が交換となった。この際、原作の「スキ」という日本人にはなじまない名前が、若林の名前を取って「アキ」と変更されている。制作陣に普段から若林は、そのようにアキと呼ばれていたという。劇中でアキが乗るボンドカー、トヨタ2000GTを撮影後に進呈されるという話を、若林は車の運転が出来ないことから断っている。

### 現在
女優業からは身を引いているが、東宝が発売するDVD・Blu-rayのオーディオコメンタリーや、リバイバル上映のイベントなどに参加している。

## 主な出演作品

### 映画

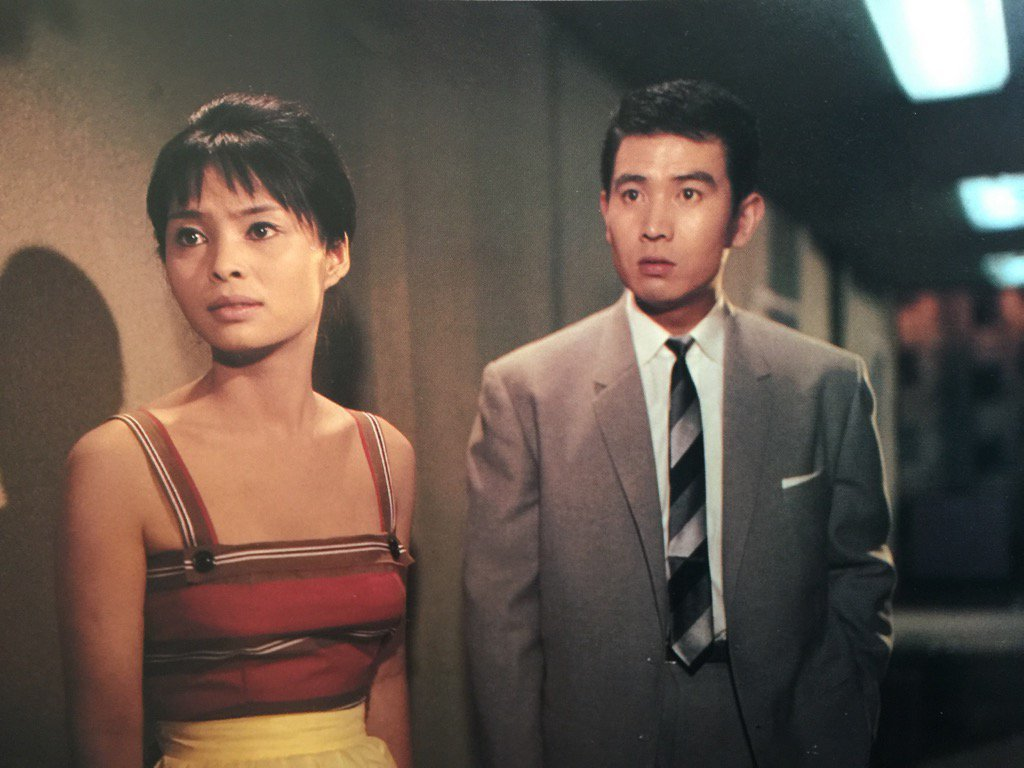
『キングコング対ゴジラ』（1962年）

- 花嫁三重奏（1958年2月11日、東宝） - モデル
- 東京の休日（1958年4月15日、東宝）
- 昭和刑事物語 俺にまかせろ（1958年6月15日、東宝） - 栗原潤子[23]
- ドジを踏むな（1958年9月16日、東宝） - 秘書
- 女探偵物語女性SOS（1958年9月30日、東宝） - 女社員
- 野獣死すべし（1959年6月9日、東宝）
- 恐るべき火遊び（1959年11月15日、東宝） - まり子の友人
- 女が階段を上る時（1960年1月15日、東宝）- ホステス
- 新・三等重役 当たるも八卦の巻（1960年4月26日、東宝） - 桃山晴子
- Le Orientali（1960年、イタリア） - サダコ[12]
- Akiko（1961年、イタリア） - アキコ
- Bis zum Ende aller Tage（1961年、西ドイツ）） - アンナ・スー[13]
- アッちゃんのベビーギャング（1961年9月17日、東宝） - みどり
- 野盗風の中を走る（1961年11月22日、東宝） - さわ
- ガンパー課長（1961年12月17日、東宝） - 北原洋子
- 乾杯! サラリーマン諸君（1962年1月14日、東宝） - 銀平の時子
- 紅の空（1962年3月21日、東宝） - 片桐栄子
- 愛のうず潮（1962年5月22日、東宝） - 毛利幸子
- 豚と金魚（1962年6月20日、東宝） - 小沢まゆみ
- ゴジラシリーズ
  - キングコング対ゴジラ（1962年8月11日） - たみ江[出典 10]
  - 三大怪獣 地球最大の決戦（1964年12月20日） -  サルノ王女[1][8]
- 僕たちの失敗（1962年9月1日、東宝） - 徳丸恵子
- 若い季節（1962年10月20日、東宝） - 眉子
- サラリーマン権三と助十 恋愛交差点（1962年11月17日、東宝） - 原田令子
- 暗黒街の牙（1962年12月8日、東宝） - 英子
- 月給泥棒（1962年12月8日、東宝） - 友子
- ハイハイ3人娘（1963年1月29日、東宝） ‐ 山野辺先生
- サラリーマン無鉄砲一家（1963年2月8日、東宝）
- にっぽん実話時代（1963年2月16日、東宝） - 勝山千恵
- 喜劇 駅前茶釜（1963年7月13日、東宝） -  寺の娘さつき
- 国際秘密警察シリーズ（東宝）
  - 国際秘密警察 指令第8号（1963年8月31日） - 津川美恵
  - 国際秘密警察 火薬の樽（1964年12月9日） - 羽田でとれた娘
  - 国際秘密警察 鍵の鍵（1965年10月23日） -  白蘭[25]
- 大盗賊（1963年10月26日、東宝） -  洗濯女
- やぶにらみニッポン（1963年12月1日、東宝） -  有金梨子
- こんにちは赤ちゃん（1964年3月20日、東宝） -  永田静子
- 宇宙大怪獣ドゴラ（1964年8月11日、東宝） - 浜子[24][8]
- 女の中にいる他人（1966年1月25日、東宝） - 杉本さゆり[25]
- 奇巌城の冒険（1966年4月28日、東宝） - スプリヤ[出典 11]
- アルプスの若大将（1966年5月28日、東宝） - 清水知子
- 007は二度死ぬ（1967年6月17日〈日本公開〉、イギリス・アメリカ） - アキ
- 赤道を駈ける男（1968年4月28日、アロー・エンタープライズ） - 伶子

### テレビドラマ
- 夫婦百景・エクボとアバタ（1963年、日本テレビ）
- シャドウマン（1965年、日本教育テレビ（現・テレビ朝日））
- ウルトラシリーズ
  - ウルトラQ 第9話「クモ男爵」（1966年2月27日、TBS / 円谷プロダクション） - 今日子
  - ウルトラマン 第5話「ミロガンダの秘密」（1966年8月14日、TBS / 円谷プロダクション） - カメラマン・浜口節子
- 青春とはなんだ 第21話「わが道を行く」（1966年3月13日、日本テレビ / 東宝）
- 私ひとりの海（1968年、東海テレビ）
- あひるの学校（1968年、NHK）
- オレとシャム猫（1969年、TBS）
- The Lovers, Shirley's World（1971年、イギリス） - タミコ / 主演：シャーリー・マクレーン[17]

### コメンタリー
- 三大怪獣 地球最大の決戦（2001年12月21日 DVD 、東宝）
- アルプスの若大将（2005年6月24日 DVD 、東宝）